# Mrk 776
Mrk 776 је спирална галаксија у сазвјежђу Береникина коса која се налази на листи објеката дубоког неба у Индекс каталогу.
Деклинација објекта је +27° 44' 55" а ректасцензија 12h 36m 53,8s. Привидна величина (магнитуда) објекта IC 3593 износи 14,6 а фотографска магнитуда 15,4. Mrk 776 је још познат и под ознакама NGC 4559B, MCG +5-30-39, IC 3593, CGCG 159-30, PGC 42098.